# 卡伦德雷
卡伦德雷（Kalundre），是印度马哈拉施特拉邦赖加德县的一个城镇。总人口7581（2001年）。

## 人口
该地2001年总人口7581人，其中男性3941人，女性3640人；0—6岁人口1052人，其中男552人，女500人；识字率79.59%，其中男性为82.80%，女性为76.13%。